# ホース

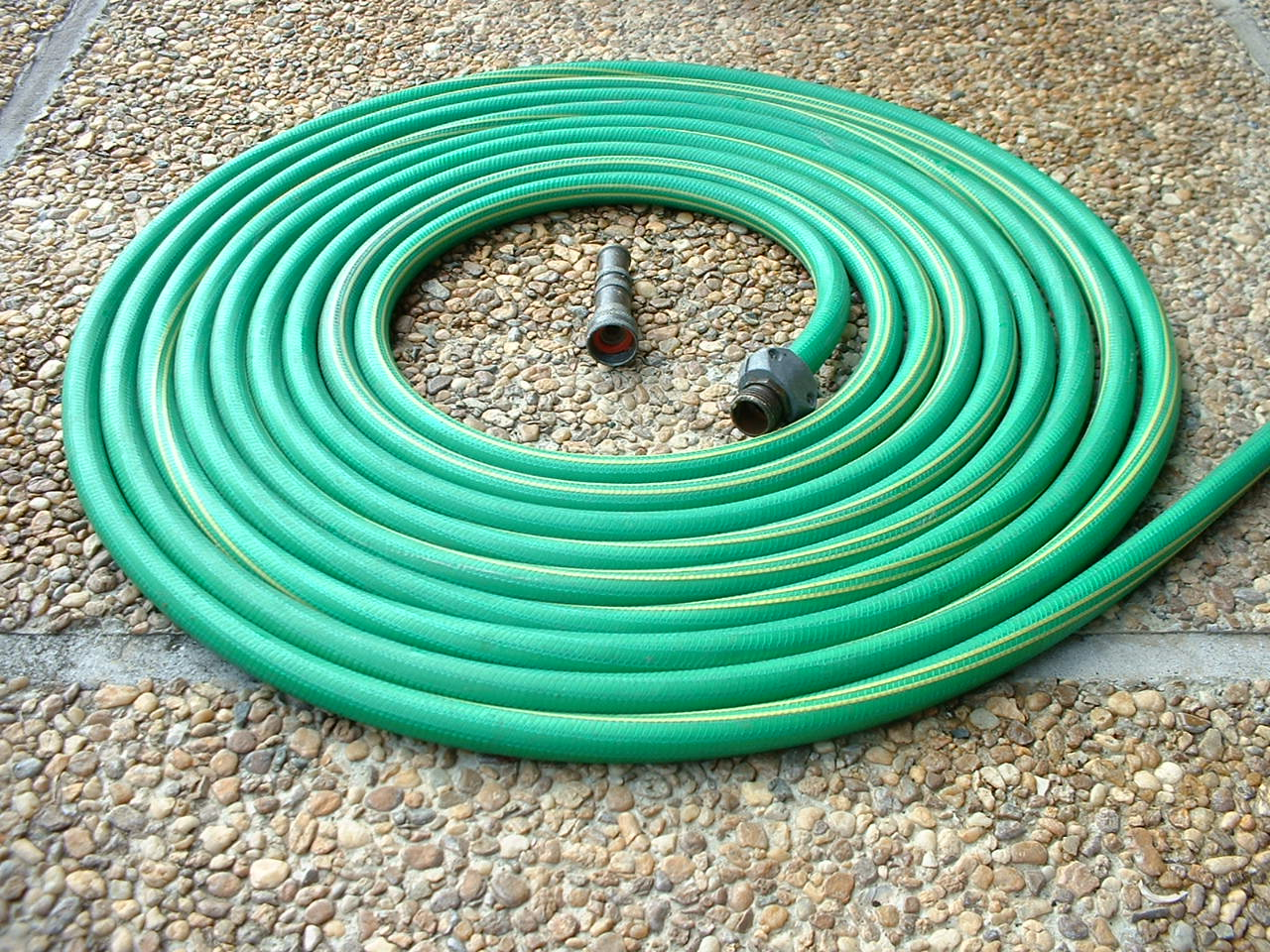
庭用ホース

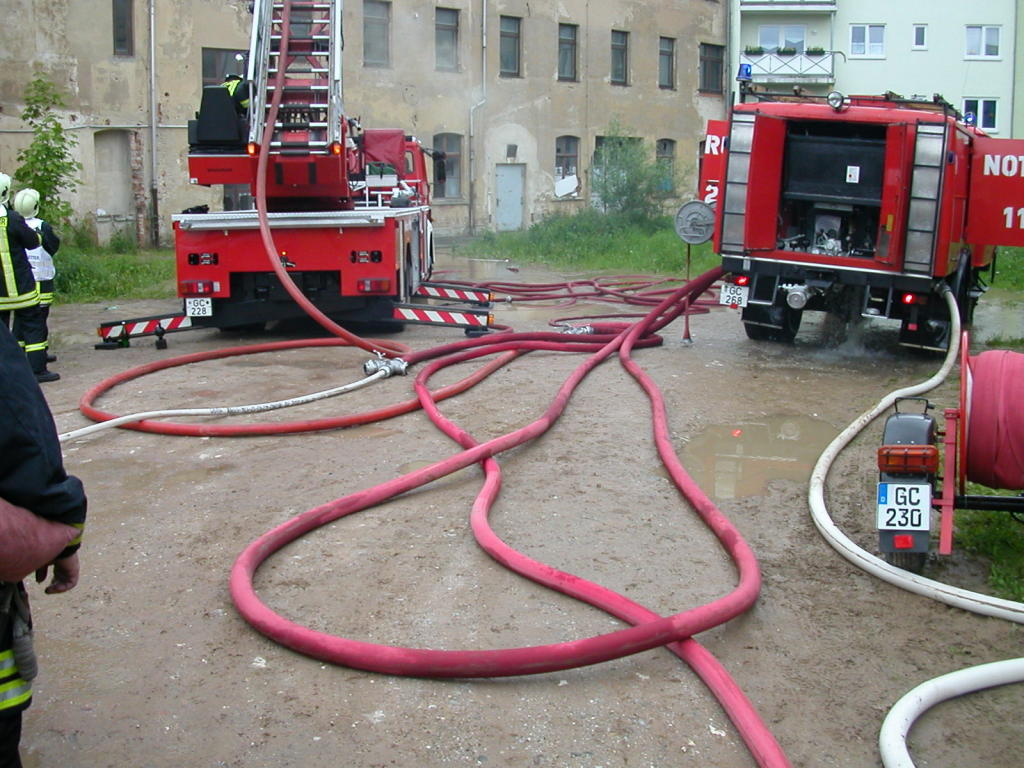
消防車のホース

ホース（蘭: hoos 英: hose）とは、ゴム・ビニール・プラスチック・布などで作られた、液体や気体などの流体を送るための管である。柔らかい素材でできており、随時任意に曲げて利用する用途に向く反面、パイプのように硬質の素材でできた管と比較すると耐圧性・耐久性などで劣る面が見られるため、用途によって使い分けられている。

## 概要
ホースは、バルブを備えたパイプの先端に取り付けて、任意の方向に流体を導くために利用される。この流体を使って作業するための装置や器具が更に先端に取り付けられる場合があり、これらは取り付けたり取り外したり、または更に延長して利用したりする。
一般の家庭ではガス用のものと、水用のものとが良く使われており、ガス用のホースはガスコンロや暖房器具などガス機器をガス栓に接続するために利用され、水用のホースは庭の水撒きや風呂場のシャワーなどで見掛けられる。また空気を通すものでは掃除機の吸い込み口と本体を繋ぐ、蛇腹構造を持ち負圧で潰れないよう工夫されたホースが取り付けられている。
柔らかい素材でできてはいるものの、内部流体の圧力に耐えるだけの強度があり、また必要であれば送出に支障が出ないよう、潰れや折れ曲がりによる詰まりを防いで管の状態を支えるための構造を持つものも見られる。

### 基本要素
ホースは内管、補強体、外皮の3つを基本要素とする。
1. 内管
内部を媒体が通る要素[1]
2. 補強体
内圧または外力に抵抗する要素[1]
3. 外皮
補強体を物理的な影響や環境による劣化から防護する要素[1]

### 機械要素とホース
機械の部品（機械要素）として取り付けられているホースもある。
例えば自動車の中にはガソリンやエンジンオイル、あるいは冷却液などを流すためのホースが内部に利用されているが、これは振動の大きいエンジンとそれ以外の装置を接続する場合に、硬いパイプを使って接続すると振動によって疲労、破断するためである。
建設機械では、例えばショベルカーのアームなどの先端に油圧駆動用の高圧の油を伝えるために、関節部に沿って高圧に耐えるホースが取り付けられている。これらは頻繁な取り付け・取り外しは前提とされないため、ボルト止めされていたり締め付けリングで固定されている。

## 用途と種類

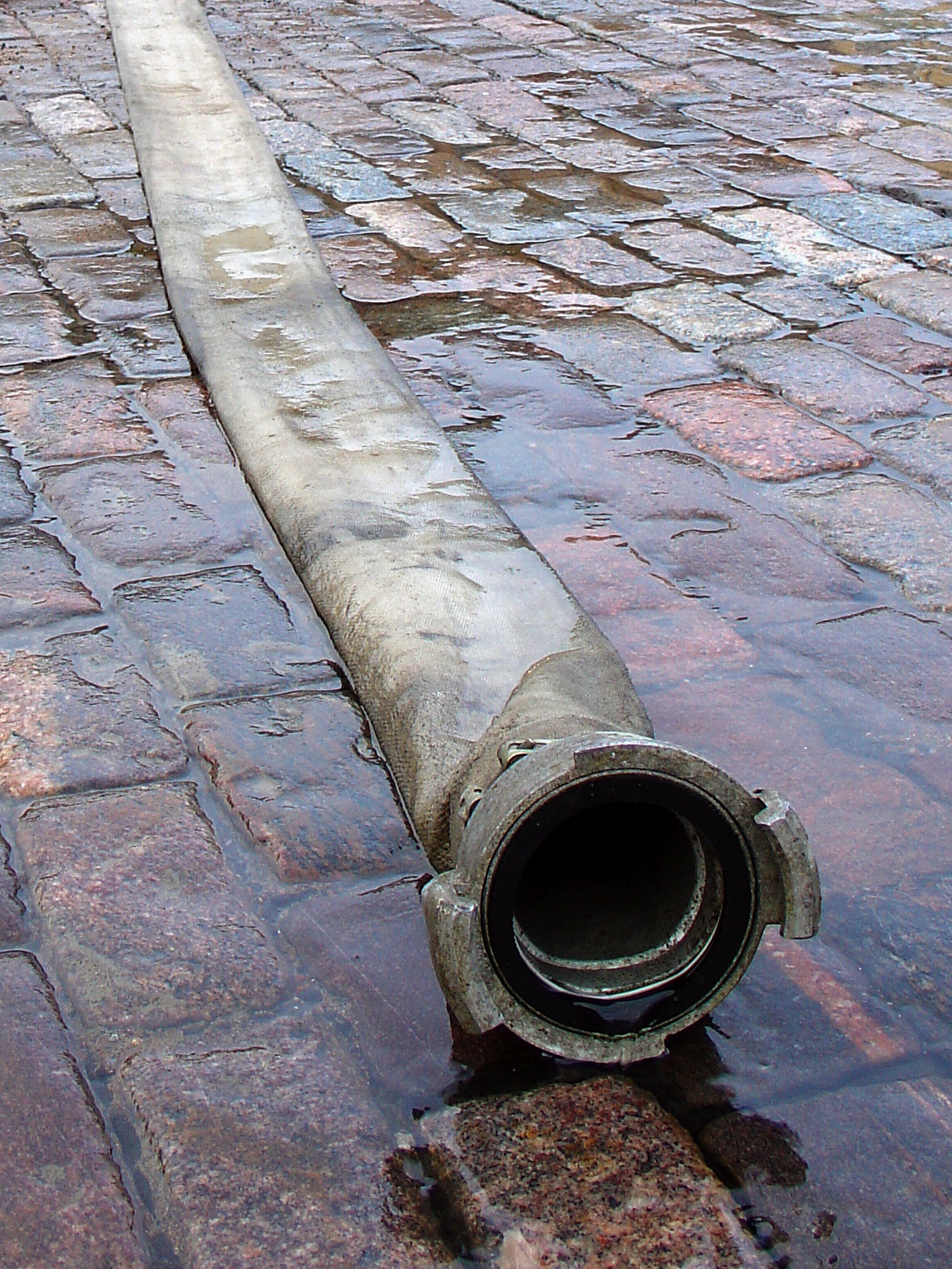
消防用ホース。水を通さないと平たく潰れる。

ガーデンホース
水道の蛇口に接続して、庭に水をまくなどの用途に用いられる。可塑性のあるプラスチックやポリ塩化ビニルなどでできており、熱には弱いが耐候性があり、また柔軟である。ただ、寒冷地では冬季に凍って折れてしまうこともある。先端部にバルブ付きノズルを取り付ける場合は、合成繊維で補強された径の細いものがしばしば利用される。
消防用ホース

送水・放水の圧力に耐えるよう、カンバス地の丈夫な布を筒状とし、内部にゴムをコーティングしてある。高い内部圧力が掛かる反面、搬送性・収納性が重視されることから、それ自体では筒の状態は維持されず、水を通さないときは平たく潰れてしまう。両端には高圧に耐える金属製の接続金具が取り付けてあり、脱着しやすいように設計されている。給水用のホースは内部が負圧になるため、針金のコイルで補強された固いプラスチック製のホースで、ポンプが異物を吸い込まないよう、先端にはカゴ状の濾過器がついている。
エア・ホース
高い気圧を送る場合には、合成繊維で補強されたものがあるほか、中の流体が軽い気体であることから、らせん状になっているコイルホースもしばしば使われる。柔軟性よりも、破裂しない硬度が求められる傾向があり、高圧の空気を通すものではあまり柔らかくないプラスチックが利用される。家庭向けのアクアリウムなどでは1気圧前後を超えて高い圧力が掛かることは稀であることから、それほど硬いホースは利用されず、むしろ柔らかい。
蛇腹ホース（フレキシブルホース）
金属やプラスチックで出来ており、特に金属製のものは手で任意の方向に曲げると、その状態を保持する。洗濯機の排水用などにも用いられている。
食品用ホース
セントラルキッチンや食品加工工場で使われる、液体状の食品を通すためのホース。牛乳などをはじめとして各種飲料を扱う物も数限りない。食品が直接触れることもあり、衛生の観点から洗浄・消毒がし易いような素材が利用されている。

## ホースの接続
ホースには内管、補強体、外皮の基本要素のほか、装置等の接続する相手金具や先端の口金とのカップリングも要素となる。
パイプとの接続に関しては、簡便なものでは単にホース自身が持つ収縮性だけでパイプ先端部に接続される（広げてねじ込む）が、特に高圧に耐えるものでは嵌め込み式のソケット構造をもつ接続部を備えたものや、あるいは補助的に締め付け金具を別途必要とする場合や、あるいは回転などによってひねり方向に負担が掛からないよう、自在継手の構造をパイプ側やソケット部に設ける場合もある（→配管）。